# Armenischer Fußballpokal 1993
Der armenische Fußballpokal 1993 war die zweite Austragung des Pokalwettbewerbs in Armenien seit der Unabhängigkeit 1992.
31 Mannschaften waren startberechtigt. Sieger wurde FA Ararat Jerewan, der im Finale den FC Schirak Gjumri mit 3:1 besiegte.

## Modus
Der Pokal wurde in fünf Runden ausgetragen. War ein Spiel nach Ablauf der regulären Spielzeit unentschieden, wurde es um zweimal 15 Minuten verlängert. War auch nach der Verlängerung keine Entscheidung gefallen, so wurde der Sieger der Begegnung im Elfmeterschießen ermittelt.
Im Viertel- und Halbfinale wurden die Sieger in Hin- und Rückspiel ermittelt. Bei diesen Begegnungen entschied zunächst die Anzahl der Auswärts erzielten Tore.

## 1. Runde
Die Spiele fanden am 27. und 29. März 1993 statt. Banants Kotajk hatte ein Freilos.
|                     | Ergebnis     |                           |
| ------------------- | ------------ | ------------------------- |
| FC Aragaz Gjumri    | 1 kampflos 1 | SC Nairi Jerewan          |
| SKA Kaen Idschewan  | 0:1          | Impuls Dilidschan         |
| FC Artaschat        | 00:10        | FA Ararat Jerewan         |
| FC Hatschn          | 0:5          | AOSS Jerewan              |
| FC Lori Wanadsor    | 1:2          | FC Schirak Gjumri         |
| RUOR Jerewan        | 1:7          | Zement Ararat             |
| FC Almast Jerewan   | 1:3          | FC Kotajk Abowjan         |
| FC Jeghward         | 0:1          | ASS-SKIF Jerewan          |
| Autogen Wanadsor    | 0:6          | FC Van Jerewan            |
| FC Luys-Ararat      | 2:4 n. V.    | FC Zvartnots Etschmiadsin |
| FC Karin Jerewan    | 1:2 n. V.    | Kasach Aschtarak          |
| SKIF-2 Jerewan      | 1:2          | FC Jerazank Jerewan       |
| Tufagorts Artik     | 1:7          | FC KanAZ Jerewan          |
| FC Geghard Abowjan  | 1 kampflos 1 | Malatia-Kilikia Jerewan   |
| Lernagorts Wardenis | 1 kampflos 1 | FC Achtamar Sewan         |

## Achtelfinale
Die Spiele fanden am 2. und 3. April 1993 statt.
|                           | Ergebnis              |                   |
| ------------------------- | --------------------- | ----------------- |
| Malatia-Kilikia Jerewan   | 0:1                   | FA Ararat Jerewan |
| AOSS Jerewan              | 1:0                   | FC KanAZ Jerewan  |
| FC Zvartnots Etschmiadsin | 0:2                   | FC Schirak Gjumri |
| ASS-SKIF Jerewan          | 3:0                   | FC Achtamar Sewan |
| Kasach Aschtarak          | 1:5                   | FC Van Jerewan    |
| Banants Kotajk            | 8:1                   | Impuls Dilidschan |
| SC Nairi Jerewan          | 1:3                   | Zement Ararat     |
| FC Jerazank Jerewan       | 1:1 n. V. (3:5 i. E.) | FC Kotajk Abowjan |

## Viertelfinale
Die Hinspiele fanden am 6. April 1993, die Rückspiele am 21. April 1993 statt.
|                   | Gesamt    |                   | Hinspiel | Rückspiel |
| ----------------- | --------- | ----------------- | -------- | --------- |
| Banants Kotajk    | 11:00     | FC Van Jerewan    | 4:0      | 7:0       |
| ASS-SKIF Jerewan  | 1:3       | FC Schirak Gjumri | 0:0      | 1:3       |
| FA Ararat Jerewan | 7:2       | FC Kotajk Abowjan | 4:1      | 3:1       |
| AOSS Jerewan      | (a)2:2(a) | Zement Ararat     | 1:0      | 1:2 n. V. |

## Halbfinale
Die Hinspiele fanden am 30. April 1993, die Rückspiele am 14. und 15. Mai 1993 statt.
|                   | Gesamt    |                   | Hinspiel | Rückspiel |
| ----------------- | --------- | ----------------- | -------- | --------- |
| FC Schirak Gjumri | 3:2       | Banants Kotajk    | 2:1      | 1:1       |
| AOSS Jerewan      | (a)3:3(a) | FA Ararat Jerewan | 2:2      | 1:1       |

## Finale
| FA Ararat Jerewan                         | FA Ararat Jerewan | FC Schirak Gjumri | FC Schirak Gjumri |
| ----------------------------------------- | --- | --- | ----------------- |
| FA Ararat Jerewan                         | \| 25. Mai 1993 in Jerewan (Stadion Hrasdan) \| \| Ergebnis: 3:1 (1:1) \| \| Zuschauer: 7.000 \| \| Schiedsrichter: S. Kasarjan \| | \| 25. Mai 1993 in Jerewan (Stadion Hrasdan) \| \| Ergebnis: 3:1 (1:1) \| \| Zuschauer: 7.000 \| \| Schiedsrichter: S. Kasarjan \| | FC Schirak Gjumri |
| FA Ararat Jerewan                         | Harutjun Abrahamjan – Armen Schahgeldjan, Tigran Gspejan, Aramayis Tonojan , Lewon Stepanjan – Gurgen Jengibarjan, Hakop Mkrjan (86. Ara Markosjan), Razmik Grigorjan, Hamlet Mchitarjan, Sewada Arsumanjan (88. Artur Kotscharjan) – Robert Kotscharjan (56. Wahe Jaghmurjan) | Artur Oganesjan – Geworg Mkrttschjan, Sargis Karapetjan , Harut Wardanjan, Hakop Artojan (79. Grigor Grigorjan), – Haik Margarjan (81. Manuel Mrjan), Artur Petrosjan, Hovhannes Tahmasjan, Hratschja Awetissjan – Abraham Chasmanjan, Sarkis Agadschanjan (77. Samvel Nikoljan) | FC Schirak Gjumri |
| FA Ararat Jerewan                         | 1:1 Hamlet Mchitarjan (30.) 2:1 Armen Schahgeldjan (77.) 3:1 Armen Schahgeldjan (83.) | 0:1 Tahmasjan (27.) | FC Schirak Gjumri |
| FA Ararat Jerewan                         | Sewada Arsumanjan | Abraham Chaschmanjan | FC Schirak Gjumri |
| 25. Mai 1993 in Jerewan (Stadion Hrasdan) | | |                   |
| Ergebnis: 3:1 (1:1)                       | | |                   |
| Zuschauer: 7.000                          | | |                   |
| Schiedsrichter: S. Kasarjan               | | |                   |